# 안정 벡터 다발
대수기하학과 미분기하학에서 안정 벡터 다발(安定vector다발, 영어: stable vector bundle)은 정칙 벡터 다발 가운데, 모듈라이 공간을 잘 정의할 수 있는 것들이다.

## 정의
다음이 주어졌다고 하자.
- 콤팩트 복소다양체 {\displaystyle M}
- 고차원 복소수 사영 공간으로의 단사 정칙 함수 {\displaystyle M\hookrightarrow \operatorname {\mathbb {C} P} ^{N}}. 이에 따라, {\displaystyle M} 위에는 표준적인 켈러 다양체 구조가 주어지며, 켈러 형식의 코호몰로지류 {\displaystyle [\omega ]\in \operatorname {H} ^{2}(M;\mathbb {R} )}는 정수 계수 코호몰로지로 주어진다는 정수 계수이다. (고다이라 매장 정리에 의하여, 그 역 또한 성립한다.)
- {\displaystyle M} 위의 정칙 벡터 다발 {\displaystyle E\twoheadrightarrow M}

### 다발의 기울기
{\displaystyle E\neq 0}이라고 할 때, {\displaystyle E}의 기울기(영어: slope 슬로프[*])는 다음과 같은 유리수이다.
{\displaystyle \mu (E)={\frac {\int _{M}[\omega ]^{\dim _{\mathbb {C} }M-1}\smile \operatorname {c} _{1}(E)}{\dim _{M}E}}\in \mathbb {Q} }
이 식에서, 분자가 정수인 것은 {\displaystyle M}이 사영 대수다양체이기 때문이다.

### 에르미트-아인슈타인 접속
콤팩트 리 군
{\displaystyle \operatorname {U} (1)_{\operatorname {diag} }\leq G\leq \operatorname {GL} (n;\mathbb {C} )}
이 주어졌으며, {\displaystyle E\twoheadrightarrow M}가 {\displaystyle M} 위의, {\displaystyle G} 구조의 정칙 벡터 다발이라고 하고, 이에 대응되는 {\displaystyle G}-주다발이
{\displaystyle P\twoheadrightarrow M}
이라고 하자.
그렇다면, {\displaystyle E} 위의 어떤 벡터 다발 접속 {\displaystyle \nabla }의 곡률
{\displaystyle F_{i{\bar {\jmath }}}^{a}\in \Omega ^{1,1}(M;{\mathfrak {ad}}(P))}
을 정의할 수 있다. 이는 (1,1)차 벡터 값 복소수 미분 형식이며, 이것이 값을 갖는 벡터 다발은 딸림표현 연관 벡터 다발
{\displaystyle {\mathfrak {ad}}(P)=P\times _{G}{\mathfrak {lie}}(G)}
이다. 표현에 따라서
{\displaystyle {\mathfrak {ad}}(P)\subseteq \operatorname {End} E}
이다. {\displaystyle \operatorname {End} E}에서, 스칼라에 대한 곱셈으로 구성된 부분 선다발
{\displaystyle \mathbb {C} \operatorname {id} _{E}\subseteq \operatorname {End} E}
을 생각하자. 이는 표준적 대역적 단면을 가지므로, 표준적으로 자명한 벡터 다발을 이룬다. 이 포함 사상을
{\displaystyle m\colon M\times \mathbb {C} \hookrightarrow \operatorname {End} (E)}
이라고 하자. 이제, 만약
{\displaystyle F\in \mathrm {i} \mathbb {R} m(\omega )\subseteq \Omega ^{1,1}(M;\operatorname {End} E)}
라면, {\displaystyle \nabla }를 에르미트-아인슈타인 접속이라고 한다. {\displaystyle \mathrm {i} \lambda }는 허수이므로, 이 경우 {\displaystyle E} 위에 임의의 에르미트 계량을 부여한다면, {\displaystyle \nabla }는 자명하게 유니터리 접속을 이룬다 (모든 모노드로미가 에르미트 계량에 대하여 유니터리 행렬이다).

### 안정 벡터 다발
{\displaystyle E\neq 0}일 때, 다음 세 조건이 서로 동치이며, 이를 만족시키는 정칙 벡터 다발을 안정 벡터 다발이라고 한다.
- {\displaystyle E}의 임의의 부분 정칙 벡터 다발 {\displaystyle 0\subsetneq F\subsetneq E}에 대하여, {\displaystyle \mu (F)<\mu (E)}이다.
- {\displaystyle E}는 (양의 차원의) 두 정칙 벡터 다발의 직합으로 표현될 수 없으며, 그 위에는 ({\displaystyle G=\operatorname {GL} (\mathbb {C} ^{\operatorname {rk} E})}에 대한) 에르미트-아인슈타인 접속이 (하나 이상) 존재한다.
- {\displaystyle E}는 (양의 차원의) 두 정칙 벡터 다발의 직합으로 표현될 수 없으며, 그 위에는 ({\displaystyle G=\operatorname {GL} (\mathbb {C} ^{\operatorname {rk} E})}에 대한) 에르미트-아인슈타인 접속이 유일하게 존재한다.

안정 벡터 다발의 첫 정의에서, {\displaystyle \mu (F)<\mu (E)}를 {\displaystyle \mu (F)\leq \mu (E)}로 약화시키면, 준안정 벡터 다발(영어: semistable vector bundle)의 개념을 얻는다.

### 리만 곡면의 경우
다음이 주어졌다고 하자.
- 콤팩트 리만 곡면 {\displaystyle \Sigma }
- 정칙 벡터 다발 {\displaystyle E\twoheadrightarrow \Sigma }

이 경우, {\displaystyle \operatorname {H} ^{2}(\Sigma )}가 1차원이므로, {\displaystyle \Sigma } 위에 임의의 켈러 다양체 구조를 부여하더라도, 그 스칼라배를 취하여 이것이 사영 다양체가 되게 만들 수 있다. 구체적으로, 이 경우 항상 {\displaystyle \Sigma }의 넓이가 1이 되게 규격화할 수 있다.
이 경우, {\displaystyle E}의 기울기는 켈러 구조에 의존하지 않으며, 따라서 안정성 여부 역시 켈러 구조에 의존하지 않는다.

## 성질
다음이 주어졌다고 하자.
- 복소수 1차원 콤팩트 켈러 다양체 {\displaystyle \Sigma }
- 정칙 벡터 다발 {\displaystyle E\twoheadrightarrow \Sigma }
- {\displaystyle E} 위의 에르미트 구조 {\displaystyle \eta \in \Gamma _{\Sigma }(E^{*}\otimes {\bar {E}}^{*})}

만약 {\displaystyle E} 위에 벡터 다발 접속 {\displaystyle \nabla }가 주어졌다고 하자. 그렇다면, 임의의 폐곡선
{\displaystyle \gamma \colon [0,1]\to \Sigma }
{\displaystyle \gamma (0)=\gamma (1)\in \Sigma }
에 대하여, 모노드로미
{\displaystyle T_{\gamma }\in \operatorname {GL} (E_{\gamma (0)};\mathbb {C} )}
를 정의할 수 있다. 만약 이러한 모노드로미가 모두 유니터리 군
{\displaystyle \operatorname {U} (E_{\gamma (0)})\leq \operatorname {GL} (E_{\gamma (0)};\mathbb {C} )}
에 속한다면, 이러한 접속을 유니터리 접속(영어: unitary connection)이라고 하자. 유니터리 접속 {\displaystyle \nabla }이 주어졌을 때, 그 곡률
{\displaystyle F_{\nabla }\in \Omega ^{2}(\Sigma ;\operatorname {u} (E))}
를 생각하자. ({\displaystyle \operatorname {u} (E)}는 {\displaystyle E} 위의 유니터리 리 대수들의 벡터 다발이다.) 이제, 부피 형식을 통한 호지 쌍대
{\displaystyle *F_{\nabla }\in \Gamma (\operatorname {u} (E))}
를 생각하자.
나라심한-세샤드리 정리(நரசிம்மன்-சேஷாத்ரி定理, 영어: Narasimhan–Seshadri theorem)에 따르면, {\displaystyle E}가 두 벡터 다발의 직합으로 표현될 수 없다고 가정하였을 때, {\displaystyle (E,\eta )}가 안정 벡터 다발일 필요 충분 조건은 {\displaystyle *F_{\nabla }=-2\pi \mathrm {i} \mu (E)}인 유니터리 접속을 갖는 것이다. 이 경우, 곡률이 상수이므로, 모노드로미를 통하여 임의의 점 {\displaystyle z\in \Sigma }에 대하여 군 준동형
{\displaystyle \pi _{1}(\Sigma ,z)\to \operatorname {PU} (E_{z})={\frac {\operatorname {U} (E_{z})}{\mathbb {C} ^{\times }}}}
이 존재한다.

### 리만 곡면 위의 안정 벡터 다발의 모듈러스 공간
다음이 주어졌다고 하자.
- 종수 {\displaystyle g}의 리만 곡면 {\displaystyle \Sigma }
- 자연수 {\displaystyle r\in \mathbb {N} } (정칙 벡터 다발의 차원)
- 정수 {\displaystyle d\in \mathbb {Z} } (정칙 벡터 다발의 차수)

그렇다면, {\displaystyle \Sigma } 위의 {\displaystyle r}차원 {\displaystyle d}차 안정 정칙 벡터 다발들의 모듈라이 공간
{\displaystyle {\mathcal {M}}(\Sigma ,r,d)}
을 정의할 수 있다. 이는 연결 공간인 복소수 사영 대수다양체이다. {\displaystyle E\twoheadrightarrow \Sigma }에서, 그 접공간은 다음과 같다.
{\displaystyle \mathrm {T} _{E}{\mathcal {M}}=\operatorname {H} ^{1}(\Sigma ,\operatorname {End} (E))}
그 복소수 차원은 다음과 같다.
{\displaystyle {\mathcal {M}}(\Sigma ,r,d)\neq \varnothing \implies \dim _{\mathbb {C} }{\mathcal {M}}(\Sigma ,r,d)=r^{2}(g-1)+1}
여기서 {\displaystyle {\mathcal {M}}(\Sigma ,r,d)\neq \varnothing }일 필요 충분 조건은 {\displaystyle g\geq 2}이거나, {\displaystyle g=1}이며 {\displaystyle \gcd\{r,d\}=1}이거나, {\displaystyle g=0}이며 {\displaystyle r=1}인 것이다.
여기서 정칙 벡터 다발 {\displaystyle E\twoheadrightarrow \Sigma }의 차수는 {\displaystyle \deg E=\textstyle \int _{\Sigma }\operatorname {c} _{1}(E)\in \mathbb {Z} }이며, {\displaystyle \operatorname {c} _{1}}은 1차 천 특성류이다.
만약 {\displaystyle g=0}일 경우 ({\displaystyle \Sigma \cong \operatorname {\mathbb {C} P} ^{1}}), 리만 구 위의 모든 정칙 벡터 다발은 다음과 같은 꼴이다.
{\displaystyle \bigoplus _{i}{\mathcal {O}}(d_{i})}
여기서 {\displaystyle {\mathcal {O}}(d)}는 보편 선다발의 {\displaystyle -d}차 텐서곱이다. 이 가운데 안정 벡터 다발인 것은 선다발 {\displaystyle {\mathcal {O}}(d)} 밖에 없으며, 준안정 벡터 다발인 것은 모든 {\displaystyle i}에 대하여 {\displaystyle d_{1}=d_{2}=\dotsb }인 것이다 (즉, {\displaystyle \dim E\mid \deg E}). 즉,
{\displaystyle {\mathcal {M}}(\operatorname {\mathbb {C} P} ^{1},r,d)={\begin{cases}\{\bullet \}&r\mid d\\\varnothing &r\nmid d\end{cases}}}
이다.
만약 {\displaystyle g=1}일 경우, 타원 곡선 위의 정칙 벡터 다발 {\displaystyle E}가 안정 벡터 다발일 필요 충분 조건은 그 차수와 그 차원이 서로소인 것이다.
{\displaystyle \gcd\{\deg E,\dim E\}=1}
이 경우,
{\displaystyle {\mathcal {M}}(\Sigma ,r,d)\cong \Sigma \qquad (\gcd\{r,d\}=1)}
이다.

### 하더-나라삼한 여과
리만 곡면 {\displaystyle \Sigma } 위의 임의의 정칙 벡터 다발 {\displaystyle E}에 대하여, 다음 조건을 만족시키는 유일한 여과
{\displaystyle 0=E_{0}\subseteq E_{1}\subseteq \dotsb \subseteq E_{k}=E}
가 존재한다.
- 임의의 {\displaystyle i\in \{0,1,\dotsc ,k-1\}}에 대하여, {\displaystyle E_{i+1}/E_{i}}는 {\displaystyle \Sigma } 위의 준안정 벡터 다발이다.

이를 하더-나라심한 여과(영어: Harder–Narasimhan filtration)라고 한다.

## 역사
데이비드 멈퍼드가 1963년에 도입하였다.
나라심한-세샤드리 정리는 무두바이 세샤차를루 나라심한(타밀어: முடும்பை சேஷ சாரலு நரசிம்மன், 영어: Mudumbai Seshacharlu Narasimhan)과 칸지바람 스리랑가차리 세샤드리(타밀어: காஞ்சீவரம் ஶ்ரீ ரங்காசாரி சேஷாத்ரி, 영어: Conjeevaram Srirangachari Seshadri)가 1965에 최초로 대수기하학을 사용하여 증명하였으며, 이후 1983년에 사이먼 도널드슨이 미분기하학을 사용하여 다른 정의를 발표하였으며, 1985년에 이 정리를 임의의 차원의 사영 켈러 다양체에 대하여 일반화하였다.

## 예
모든 정칙 선다발(1차원 정칙 벡터 다발)은 (자명하게) 안정 벡터 다발이다.
양의 차원의 두 정칙 선다발 {\displaystyle E}, {\displaystyle F}의 직합 {\displaystyle E\oplus F}은 안정 벡터 다발이 될 수 없다.:269 이 경우,
{\displaystyle \operatorname {c} _{1}(E\oplus F)=\operatorname {c} _{1}(E)+\operatorname {c} _{1}(F)}
{\displaystyle \dim(E\oplus F)=\dim E+\dim F}
이므로,
{\displaystyle \min\{\mu (E),\mu (F)\}\leq \mu (E\oplus F)\leq \max\{\mu (E),\mu (F)\}}
이기 때문이다.